# Leolandia
Leolandia (anciennement connu sous les noms Minitalia, FantasyWorld Minitalia et Minitalia Leolandia Park) est un parc d'attractions situé à Capriate San Gervasio, dans la province de Bergame, en Lombardie.
Le parc est orienté principalement vers le loisir des familles, avec des attractions et animations pour tous les âges et quelques parcours didactiques s'insérant dans les projets des écoles italiennes. Le parc ouvre généralement de la mi-mars au début novembre.
Durant l'année 2007-2008, le parc a changé de gestion et appartient à Zamperla Spa et du groupe Thorus. 

## Histoire

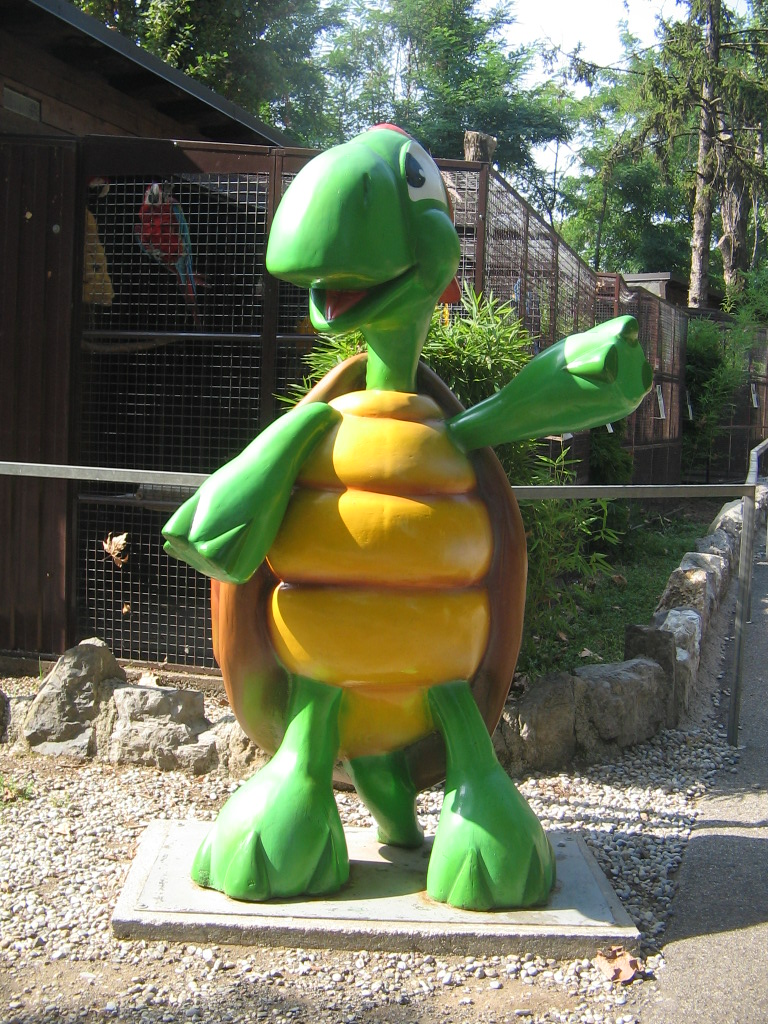
Tartaruga Gervasio, la mascotte du parc à l'époque de FantasyWorld Minitalia.

À la fin des années 1960, Guido Pendezzini, un entrepreneur textile de Capriate revenant d'un voyage aux Pays-Bas proposa a ses frères Mario et George le projet ambitieux de réaliser un grand parc de loisirs dans lequel ils reproduiraient des monuments italiens en miniature. L'idée naquit lors de la visite du parc de miniatures Madurodam, en Hollande et les travaux commencèrent officiellement le 19 avril 1970 sur une surface de 180 000 mètres carrés.
Un an plus tard, courant juillet 1971, le parc, pas tout à fait fini mais déjà doté d'une grande aire de jeux et d'une arène pour recevoir des spectacles et des manifestations, fut ouvert au public sous le nom Minitalia. Le parc organisa plusieurs évènements comme le Rallye canoro, mené par Corrado et Sandra Mondaini, des expositions de modélisme naval, un tournoi de ping-pong, mais surtout il commença à exposer les premiers exemples de modèles réduits des plus beaux monuments italiens.
Les visiteurs satisfaits permirent l'inauguration officielle du parc trois ans plus tard, en avril 1974. L'attraction principale consistait dans la reproduction en miniatures des monuments principaux italiens mis en scène parmi une vaste collection de Bonsaïs méticuleusement taillés. Le parc était aussi équipés de structures de jeux comme des balançoires, toboggans, pistes de cyclomoteurs, piste de patins à roulettes, un petit lac avec des bateaux à moteur. À l'entrée, on trouvait également 18 boutiques vendant des produits de l'artisanat italien ainsi que deux grandes salles équipes de tables de ping-pong, de billards de flippers, de pistes de bowlings, de stand de tir, un salon de thé, une pizzéria et d'autres points restauration en libre-service.

Ancien logo.

Le premier changement de gestion se produisit en 1997 lorsque la famille Pendezzini décida de céder la parc à deux entrepreneurs déjà en place dans le monde du divertissement : la famille Triberti, gérante du parc « les Cornelle » dans le Valbrembo, et la famille Fabbri, des entrepreneurs dans la production d'attractions. Ainsi, l'achat de Minitalia donna le départ au projet d'un nouveau parc inaugurée en 1998 sous le nom fantasyWorld-Minitalia. Pendant la première année de la nouvelle gestion, une nouvelle zone nommée "Angolo Rosa" fut construite, comprenant des attractions destinées exclusivement aux enfants.

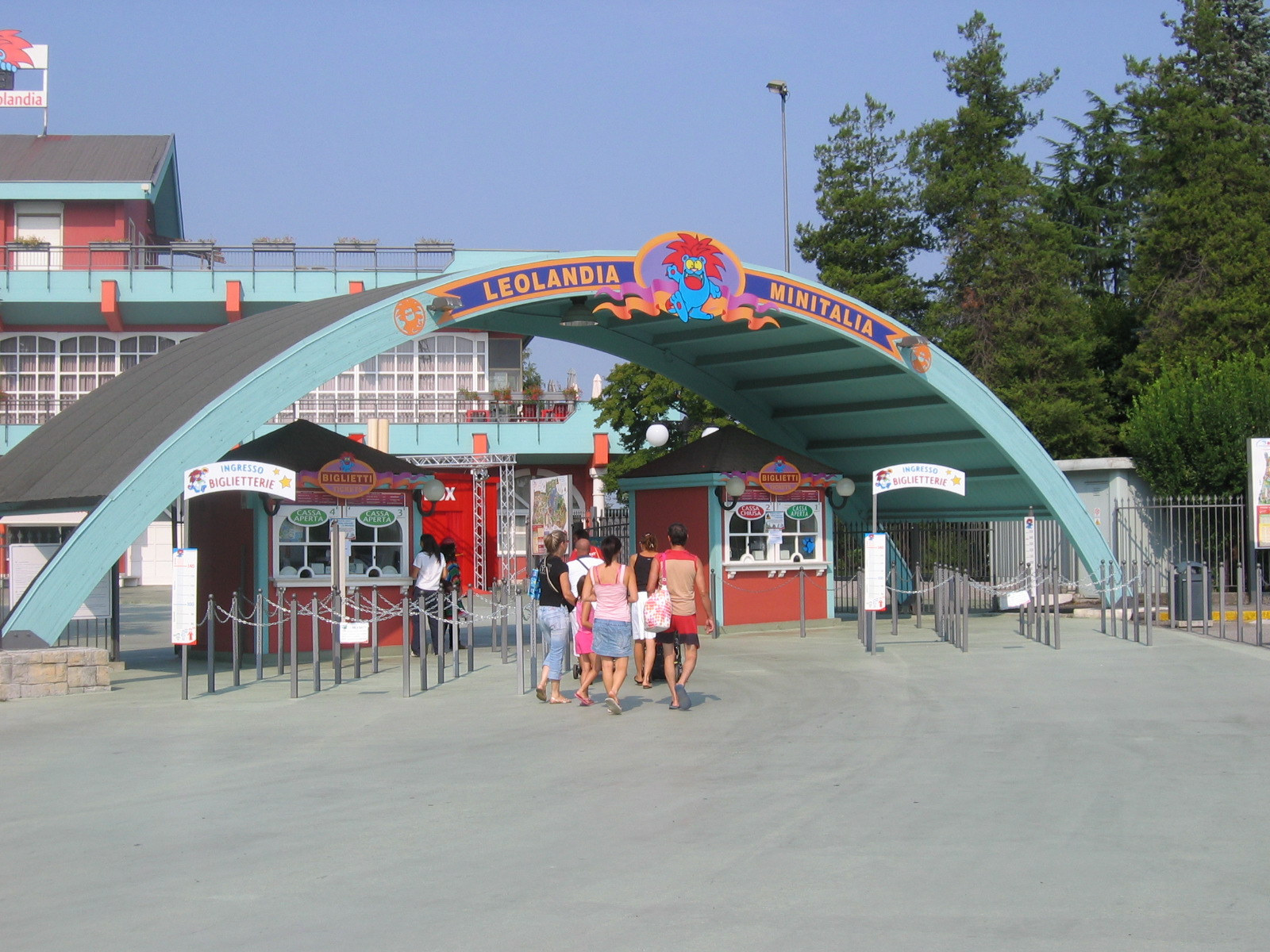
Entrée du parc en 2009

Le parc à cette époque commença à travailler sur une vraie thématique. Ainsi, l'un des premiers quartiers thématiques créés fut celui inspiré par le Far West avec la construction d'un saloon, et d'un puits de pétrole. Des attractions comme les Bûches ou les premières montagnes russes furent installés dans cette zone. En 2000, deux nouveautés furent ajoutées : "Le macchine del genio di Leonardo" e il "Tunnel nell'Oregon". 
En mai 2007, le parc change à nouveau de direction. C'est alors Zamperla SpA, une des principales entreprises de production d'attractions (déjà associés dans la précédente gestion du groupe Triberti) et la société financière Thorus qui prirent le relais. Peu à peu, le développement de la zone originelle du parc qui présentait des miniatures a été ralenti et la zone attraction a été développée. De nombreuses attractions du constructeur Zamperla furent ajoutées, servant de vitrine à l'entreprise. Pour marquer ce changement, le parc fut renommé "Minitalia Leolandia Park". Depuis 2014, le parc abandonne définitivement le nom historique Minitalia.

## Le parc d'attractions
Minitalia Leolandia Park présente 5 parcours découverte et 6 aires thématiques, presque toutes caractérisées de la présence de zones vertes et ombragées.

### Zones thématiques
| Nom du quartier | Description | Photo |
| --------------- | --- | ----- |
| Leonardo        | Zone sur le thème de Léonard de Vinci et de ses découvertes.                                                                 |       |
| Strabilia       | Zone comprenant les attractions sur le thème des fêtes foraines.                                                             |       |
| Far West        | Zone thématique sur le monde du Far West.                                                                                    |       |
| LeoBeach        | Crée en 2009, cette zone thématique reprend l'esprit de la plage.                                                            |       |
| Riva dei Pirati | Zone thématique sur le monde des pirates.                                                                                    |       |
| Angolo Rosa     | Zone destinée aux enfants.                                                                                                   |       |
| Minitalia       | Parc de miniatures représentant les principaux monuments italiens.                                                           |       |
| Rettilario      | Parcours de 70 mètres où l'on peut observer 62 espèces d'araignées et de reptiles.                                           | -     |
| Acquario        | Parcours de 140 mètres doté de 24 bassins où l'on peut admirer 56 espèces de poissons, parmi lesquels le ginglymostomatidae. | -     |
| Fattoria        | Présentation d'une vaste collection de perroquets.                                                                           |       |

### Montagnes russes
Listes des montagnes russes anciennes et actuelles.

#### En activité
| Nom de l'attraction               | Type                       | Constructeur | Année | Photo |
| --------------------------------- | -------------------------- | ------------ | ----- | ----- |
| Leocoaster                        | Montagnes russes assises   | Zamperla     | 2007  |       |
| Mine Train                        | Montagnes russes E-Powered | Zamperla     | 2009  |       |
| Twister Mountain (Tiger Mountain) | Wild Mouse                 | Zamperla     | 2008  |       |

#### Disparues
| Nom de l'attraction | Type                     | Constructeur                | Année d'ouverture | Année de fermeture |
| ------------------- | ------------------------ | --------------------------- | ----------------- | ------------------ |
| Brucomela           | Montagnes russes assises | Far Fabbri                  | 1998              | 2005               |
| Garden Express      | Montagnes russes assises | Sartori Rides International | 2007              | 2007               |
| Speed               | Montagnes russes assises |                             | 2006              | 2006               |
| Thriller            | Montagnes russes assises | Pinfari                     | 2006              | 2007               |

### Attractions aquatiques
- Mississippi Boat - Bûches de Zamperla
- Pirati Splash - Mini Bûches de Zamperla
- Rapide di Leonardo - Rivière rapide en bouées de Zamperla (2009)

### Autres attractions
- Auto d'Epoca - Balade en voiture de SBF
- Bici da Vinci - Magic bikes de Zamperla (2007)
- Cannonball - Tour de chute de Zamperla (2008)
- Chuck Wagon - Tapis volant de Zamperla (2007)
- Electro Spin - Surf's Up de Zamperla (2008)
- GaLEOne - Bateau à bascule de Zamperla (2009)
- Giostra cavalli - Carrousel de chevaux de bois de Bertazzon
- Girafavole - Carrousel pour enfants
- Oregon Express - Train panoramique
- Ruota dei Pionieri - Grande roue de Zamperla
- Saltarane - Jump Around de Zamperla (2008)
- Sedie Ballerine - Chaises volantes de Zamperla (2008)
- Sgulavià - Samba Tower de Zamperla
- Strabilia Kong - Music Express
- Surf's Up - Surf's Up de Zamperla
- TagaJ - Structure gonflable de Zamperla (2008)
- Tazze magiche - Tasses de Technical Park
- Town Tower - Tour de chute junior de Zamperla (2007)
- Trenino - Train pour enfants
- Wild Avvoltoi (2007)